# Anacroneuria ypsilon
Anacroneuria ypsilon är en bäcksländeart som beskrevs av František Klapálek 1922. Anacroneuria ypsilon ingår i släktet Anacroneuria och familjen jättebäcksländor. Inga underarter finns listade i Catalogue of Life.